# Rogério Ferrari
Rogério Ferrari de Souza, (Ipiaú - Bahia, 1965 - Salvador, 19 de julho de 2021) foi um fotojornalista, antropólogo e ativista político.
Trabalhou para importantes veículos de comunicação nacionais, como as revistas Veja e Carta Capital, e internacionais, como Acción (Argentina) e El Tiempo (México), assim como para as agências de notícias Prensa Latina  (Cuba) e Reuters.
Graduado em Ciências Sociais (concentração em Antropologia), concluiu em 2016 o curso de Mestrado em Antropologia na Universidade Federal da Bahia - UFBA, com a dissertação "Nosoutros, os ciganos: entre o estigma e a resistência". Em 2018, iniciou o Doutorado em Antropologia na mesma Universidade com o projeto "Diante da Terra com Mal. Re-existências Mbyá Guarani frente ao Neocolonialismo dos Estados Brasileiro e Argentino".
Desenvolveu reportagens fotográficas no Brasil e em diversas partes do mundo que contemplam a resistência de povos e movimentos sociais, entre elas: Mães da Praça de Maio; Eco 92; Crise dos Balseiros (Cuba); Intervenção das Forças Armadas no Rio de Janeiro; Mulheres Maias (México-Guatemala); Rebelião Zapatista (México); Refugiados do Curdistão; A Ocupação
Israelense na Palestina, esta última recentemente editada no livro "Palestina - A Eloqüência do Sangue".
Durante a pandemia de COVID-19, Rogério Ferrari engajou-se em uma colaboração intensa e solidária com as comunidades Ava Guarani com as quais vinha trabalhando. Ao mesmo tempo, ajudou a fundar o Grupo de Pesquisa em Etnologia, Linguística e Saúde Indígena da UFBA (ETNOLINSI) e contribuiu com as atividades de extensão do grupo de auxílio ao monitoramento de base comunitária de dados epidemiológicos realizado por movimentos indígenas, tendo ajudado na realização do curso de extensão em Antropologia da Saúde Indígena e Epidemiologia Intercultural, voltado a lideranças indígenas, caciques/as, pajés, parteiras, conselheiros/as e profissionais de saúde indígena.
Seu engajamento político e sensível marcou sua produção visual e foi fundamental na sua forma de entender a antropologia. Entre 2010 e 2011, Rogério Ferrari percorreu 40 municípios no interior da Bahia e registrou o cotidiano do povo cigano num trabalho que culminou em seu livro “Ciganos” (2011) e em sua dissertação de mestrado. Do mesmo modo, em um dos seus últimos trabalhos, de 2019, retratou a luta diária dos povos indígenas no trabalho “Parentes”, parte do seu projeto fotográfico de largo fôlego “Existências-Resistências”, um livro que trouxe um registro de povos indígenas na Bahia, mostrando, em suas palavras, “a face, para muitos desconhecida, dos nossos parentes Pataxó, Pataxó Hã Hã Hãe, Tupinambá, Pankaru, Pankararé, Tuxá, Atikun, Kaimbé, Tumbalalá, Kiriri, Kantaturé, Tuxi, Kariri-Xocó e Truká”, trabalho que precede a pesquisa de doutorado que desenvolvia.
Faleceu no Hospital Santo Antônio, em Salvador, vítima de câncer, em 19 de julho de 2021 e seu corpo foi cremado no cemitério do Campo Santo na mesma cidade. A Fundação Cultural da Bahia, o Programa de Pós-Graduação em Antropologia da UFBA e o Sindicato dos Jornalistas emitiram notas públicas lamentando o que consideraram uma grande perda para o Jornalismo.

## Livros Fotográficos Publicados
- 2018 - Parentes - Ensaio fotográfico reunido no livro “Parentes” que busca eternizar em imagens a realidade dos povos indígenas brasileiros (2018).[18]
- 2014 - Ciganos - Ensaio. Câmara dos Deputados, Brasil, 20 p.
- 2011 - Ciganos / Brasil - Editora Movimento Contínuo[19]
- 2011 - Sarharouís / França - Editora Le Passager Clandestin
- 2008 - Palestine / França / Editora Le Passager Clandestin
- 2007 - Curdos, Uma Nação Esquecida / Brasil - Ed. do Autor[20]
- 2006 - Zapatistas, A Velocidade do Sonho - Ed. Thresaurus / Brasil (em coautoria com Marco Brige e Pedro Ortiz)[21]
- 2004 - Palestina, A Eloquência do Sangue / Brasil[22].

## Exposições
- 2012 - 2011 - Ciganos. Salvador/ Florianópolis/ Vitória da Conquista/ Ipiaú /São Paulo/Ilhéus/ Porto Alegre
- 2011 - Sahraouis. Paris[carece de fontes?]
- 2009/2008 - Curdos, Uma Nação Esquecida - Paris, Salvador, Ipiaú, Ilhéus,Vitória da Conquista, São Paulo
- 2008 - Movimento dos Trabalhadores Sem Terra. Universidade Paris 13, Paris[carece de fontes?]
- 2008 - Existências - Resistências. Livraria Envie de Lire. Ivry Sur Seine.France
- 2007 - 2006 - Zapatistas, A Velocidade do Sonho. Brasília, Salvador, Porto Alegre
- 2007 - 2006 - Palestina, A Eloquência do Sangue. Salvador, Ipiaú, Porto Alegre
- 2005 - Palestina - A Eloquência do Sangue - Salvador / Porto Alegre / Florianópolis / Brasília
- 1997 - A Rebelião Zapatista. Buenos Aires[carece de fontes?]
- 1995 - Salvador Daqui – Santiago de Cuba, [carece de fontes?]
- 1991/1992 - O Muro Desde o Fim. Salvador, São Paulo, Ilhéus[carece de fontes?]
- 1994 - Coletiva – Salão Nacional de Fotografia - Salvador[carece de fontes?]
- 1992 - Verde Trem – Eco 92 - Rio de Janeiro[carece de fontes?]
- 1988 - Nicarágua Livre – Salvador[23]